# Ncotshane
Ncotshane ist ein Ort in der südafrikanischen Provinz KwaZulu-Natal. Er liegt in der Gemeinde uPhongolo im Distrikt Zululand.
2011 hatte die Townshipsiedlung 13.071 Einwohner in Ncotshane B und 3257 Einwohner in Ncotshane A. Fast alle Einwohner sind Schwarze, die zumeist isiZulu sprechen.
Die Gegend ist strukturschwach. Ncotshane liegt zwischen der National Route 2, die hier in Ost-West-Richtung verläuft, und der nördlich gelegenen Grenze zwischen Eswatini und Südafrika.
Südlich der N2 fließt der Pongola; die gleichnamige Stadt liegt nahe Ncotshane, der Pongola Airport befindet sich zwischen beiden Orten.